# ويلارد س. برينتون
ويلارد س. برينتون (بالإنجليزية: Willard C. Brinton)‏ هو مهندس أمريكي، ولد في 22 ديسمبر 1880، وتوفي في 29 نوفمبر 1957.